# 天堂陌影
《天堂陌影》（英語：Stranger Than Paradise）是1984年的一部美国荒诞喜剧电影。由吉姆·賈木許编剧及导演，前爵士乐手约翰·卢瑞尔、理查德·埃德森、匈牙利裔演员艾斯特·巴林特主演。该片在美国独立电影史上占有重要地位。

## 主题
影片展现了现代青年在无信仰、无目标的现代生活中的迷悯、忧郁和精神上的颓废。贾木许关注作为个体的人在社会上的生存，流露出对于人生意义的悲观怀疑态度：声色犬马、沉沦于世的颓废主义是一种生存方式，但这种人生有无意义？这种存在有无价值？天堂的生活如此放纵颓废，无法不让人对自身生存的目的、意义产生怀疑。贾木许在影片中没有对三个主人公的行为做出价值评判，而是让观众自己去判断，他只是通过三人选择的生存方式告诉观众：人的命运取决于人们自己的抉择；人的存在价值有待自己去设计和创造；人可以按自己的意志决定行为走向，并对自己的行为负责。

## 结构
影片没有一个贯穿始终的中心事件，只是主人公日常生活中一个一个事件的展现。因此，贾木许用类似于写诗的方式来拍这部电影。影片由“新世界”和“天堂”两个小故事构成，而开场艾娃在机场和威利接姨妈电话这两场戏类似于诗歌的序，交代了人物关系和事件起因，引入后面的故事。全片运用场景镜头的方式，每一个镜头就是一场戏，相当于诗句。而每场戏之间用黑场来过渡，相当于诗歌转行的空白。

## 摄影风格
影片使用黑白摄影，所有的镜头均为长镜头。贾木许把一个个场景的剧情表现容纳在一个个的单镜头里，而不是分解为一系列镜头的组合去表现，而且镜头的持续时间都比较长，过半镜头的时间长度都在一分钟以上，最短的一个镜头也有15秒。整部影片时长89分钟，只有67个镜头。这样整体性的长镜头序列，显示出巴赞理论的影响。而每个长镜头之内，又运用了摇、移摄影机的手法。拍摄角度多为平视。

## 音乐
影片由主角之一的约翰·卢瑞尔配乐，有别于一般摇滚乐电影的热闹摇摆，他用低调、简洁、冷静的曲风来搭配影片的影像风格，成绩斐然。影片一开始，画面还没有出现，节奏缓慢又充满感伤的音乐就先声夺人地响起，奠定了影片基调，这个音乐时有时无、贯穿全片。除了背景音乐外，影片还用到了有声源音乐，如杰·霍金斯演唱的摇滚歌曲《I Put a Spell on You》。